# Kanadas Grand Prix 1982
Kanadas Grand Prix 1982 var det åttonde av 16 lopp ingående i formel 1-VM 1982. 

## Rapport
Didier Pironi, som stod i pole position, fick motorstopp vid starten. Hela startfältet tog sig förbi Pironis Ferrari utom Riccardo Paletti som i hög fart körde rakt in i baken på Pironis bil, vilken i sin tur kom i vägen för Geoff Lees bil. Paletti skadades svårt och satt fastklämd över en halvtimme innan han kunde tas ur sin bil och föras till sjukhus. Efter Gilles Villeneuves dödsolycka i Belgiens Grand Prix tidigare var entusiasmen borta trots att man inte kände till alla konsekvenser av Palettis olycka. Loppet startades om men Palettis stallkamrat i Osella, Jean-Pierre Jarier, drog sig tillbaka. Paletti avled senare under kvällen av sina svåra inre skador. 

## Resultat
1. Nelson Piquet, Brabham-BMW, 9 poäng
2. Riccardo Patrese, Brabham-Ford, 6
3. John Watson, McLaren-Ford, 4
4. Elio de Angelis, Lotus-Ford, 3
5. Marc Surer, Arrows-Ford, 2
6. Andrea de Cesaris, Alfa Romeo (varv 68, bränslebrist), 1
7. Derek Daly, Williams-Ford (68, bränslebrist)
8. Mauro Baldi, Arrows-Ford
9. Didier Pironi, Ferrari
10. Eddie Cheever, Ligier-Matra (66, bränslebrist)
11. Jochen Mass, March-Ford

### Förare som bröt loppet
- Brian Henton, Tyrrell-Ford (varv 59, för få varv)
- Keke Rosberg, Williams-Ford (52, växellåda)
- Raul Boesel, March-Ford (47, motor)
- Michele Alboreto, Tyrrell-Ford (41, motor)
- Alain Prost, Renault (30, motor)
- René Arnoux, Renault (28, snurrade av)
- Eliseo Salazar, ATS-Ford (20, motor)
- Niki Lauda, McLaren-Ford (17, koppling)
- Jacques Laffite, Ligier-Matra (8, bränslesystem)
- Roberto Guerrero, Ensign-Ford (2, koppling)
- Bruno Giacomelli, Alfa Romeo (1, kollision)
- Nigel Mansell, Lotus-Ford (1, kollision)
- Jean-Pierre Jarier, Osella-Ford (0, drog sig tillbaka)
- Riccardo Paletti, Osella-Ford (0, fatal olycka)
- Geoff Lees, Theodore-Ford (0, kollision)

### Förare som ej kvalificerade sig
- Manfred Winkelhock, ATS-Ford
- Emilio de Villota, March-Ford
- Chico Serra, Fittipaldi-Ford